# ويليام ميتشيل (لاعب كريكت)
ويليام ميتشيل (20 يناير 1859 في المملكة المتحدة - 16 نوفمبر 1929 في المملكة المتحدة) (بالإنجليزية: William Mitchell)‏ هو لاعب كريكت بريطاني وبريطاني (وحمل سابقاً جنسية المملكة المتحدة لبريطانيا العظمى وأيرلندا). لعب مع نادي مقاطعة ساسكس للكركيت ‏.

## وصلات خارجية
- ويليام ميتشيل على موقع إي آس بي آن كريك إنفو (الإنجليزية)
- ويليام ميتشيل عل موقع إسبنسكروم (الإنجليزية)